# 侯榮封
侯榮封，贵州關嶺人，清朝政治人物、同進士出身。
道光二十四年（1844年）甲辰科進士，三甲九十名，后官廣東龍門知縣。